# 來路不明的火車
《來路不明的火車》（法語：Le Train de Nulle Part）是一部在2004年出版，由法文寫成的小說。此書共233頁，最大的特點是全書沒有動詞，作者米歇尔・塔莱（Michel Thaler）稱其作是全球首部無動詞的小說。

## 背景
《來路不明的火車》於2004年4月22日率先在法國出版，作者米歇尔・塔莱僅為筆名，他自稱為一名文學博士，年約60歲，此前並未曾出版過任何書籍。對於出此書的動機，他解釋：「我們文學的入侵者、獨裁者和篡權者」、「動詞就像花叢中的野草，你得把草鏟了，好讓花兒茁壯成長」。
另外，由於此小說是沒有動詞的，因此當中並沒有太多關於動作的描述，而是著重對火車乘客的形容。

## 評論
雖然作者自評《來路不明的火車》「是文學史上的一次革命......其大膽、現代，對文學之意義，有如偉大的達達主義和超現實主義之於藝術」，但大部份的評論皆不敢苟同。雜誌《新觀察家》認為此書令人不快，作者對女乘客的描寫，說明作者為厭女症者。權威文學雜誌《Lire》批評「似是11歲學生寫成的作品」，美國《高等教育紀事報》更稱該作「令人不安、莫名的引不起食欲」。愛丁堡大學文學系教授 Geoffrey Pullum則連續用了三個「瘋狂」來形容此書。
對於一面倒的批評，米歇尔・塔莱不以為然，他認為這些反對者過於保守。